# Archie Shepp

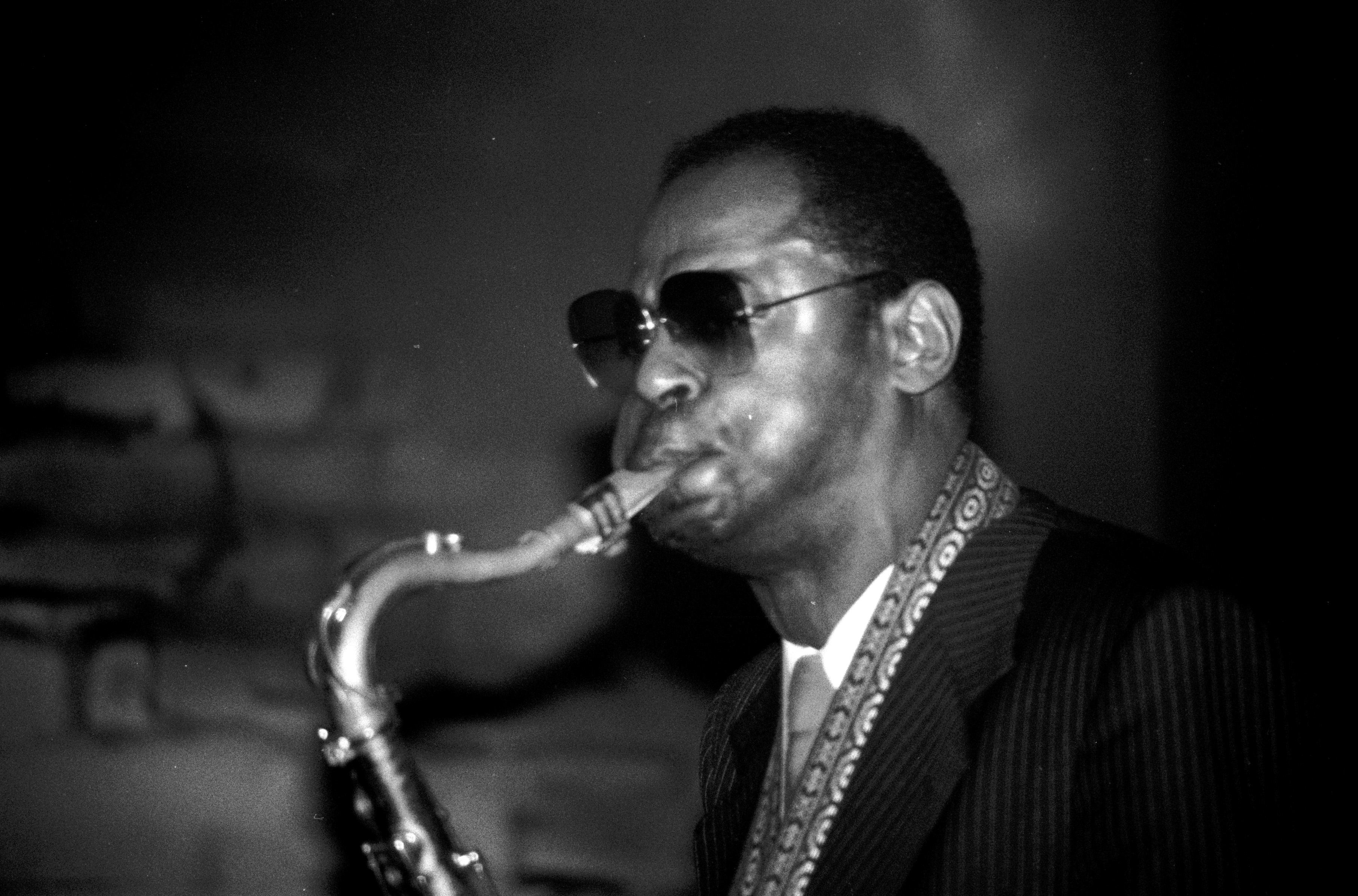
Archie Shepp

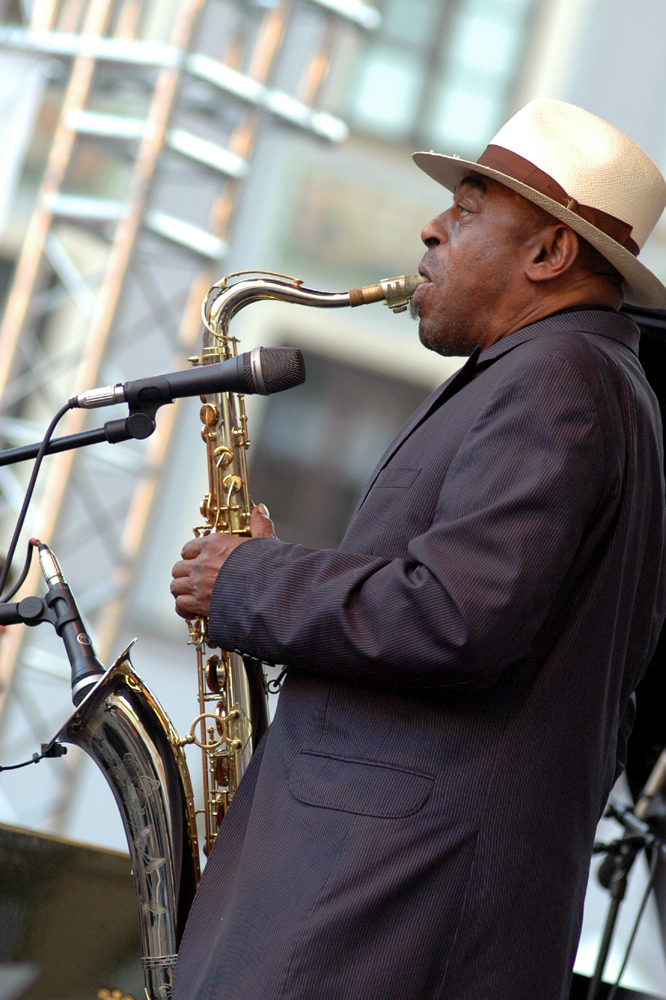
Konsert i Warszawa juli 2008

Archie Shepp, född 24 maj 1937 i Fort Lauderdale Florida, är en amerikansk jazzsaxofonist.
Shepp växte upp i Philadelphia, Pennsylvania, där han studerade piano, klarinett och altsaxofon innan han övergick till tenorsaxofon. Shepp studerade drama vid Goddard College 1955-1959 men valde därefter att satsa helt på en professionell musikkarriär. Han har gjort inspelningar tillsammans med bl.a. John Coltrane, Bill Dixon, Cecil Taylor och Phish.
Den musikgenre som Shepp brukar sorteras in under kallas frijazz. Med skivor som A Sea of Faces (1975) har han vunnit en central plats i jazzens "Hall of Fame".